# Branchiostegus serratus
Branchiostegus serratus är en fiskart som beskrevs av Dooley och Paxton, 1975. Branchiostegus serratus ingår i släktet Branchiostegus och familjen Malacanthidae. Inga underarter finns listade.